# Joseph A. A. Burnquist

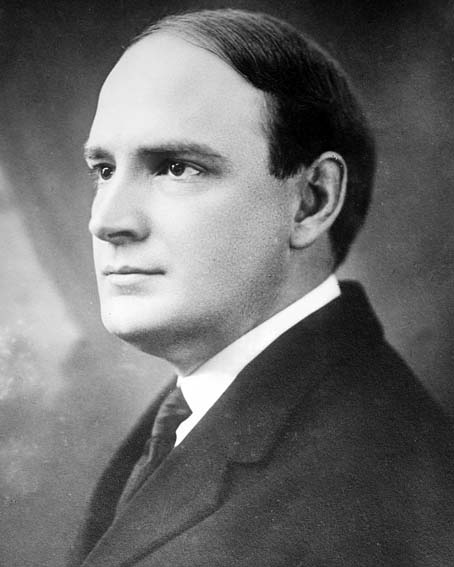
Joseph A. A. Burnquist

Joseph Alfred Arner Burnquist (* 21. Juli 1879 in Dayton, Webster County, Iowa; † 12. Januar 1961 in Minneapolis, Minnesota) war ein US-amerikanischer Politiker und von 1915 bis 1921 Gouverneur des Bundesstaates Minnesota.

## Frühe Jahre und Aufstieg
Joseph Burnquist besuchte bis 1902 das Carleton College. Danach studierte er bis 1904 an der Columbia University. Daran schloss sich ein Jurastudium an der University of Minnesota an. Nach seiner Zulassung als Rechtsanwalt praktizierte er für kurze Zeit in Saint Paul.
Burnquist war Mitglied der Republikanischen Partei. Zwischen 1909 und 1911 saß er als Abgeordneter im Repräsentantenhaus von Minnesota; von 1913 bis 1915 war er Vizegouverneur seines Staates. Nach dem Tod von Gouverneur Winfield Scott Hammond am 30. Dezember 1915 musste Burnquist als dessen Stellvertreter entsprechend der Staatsverfassung das Amt des Gouverneurs übernehmen.

## Gouverneur von Minnesota

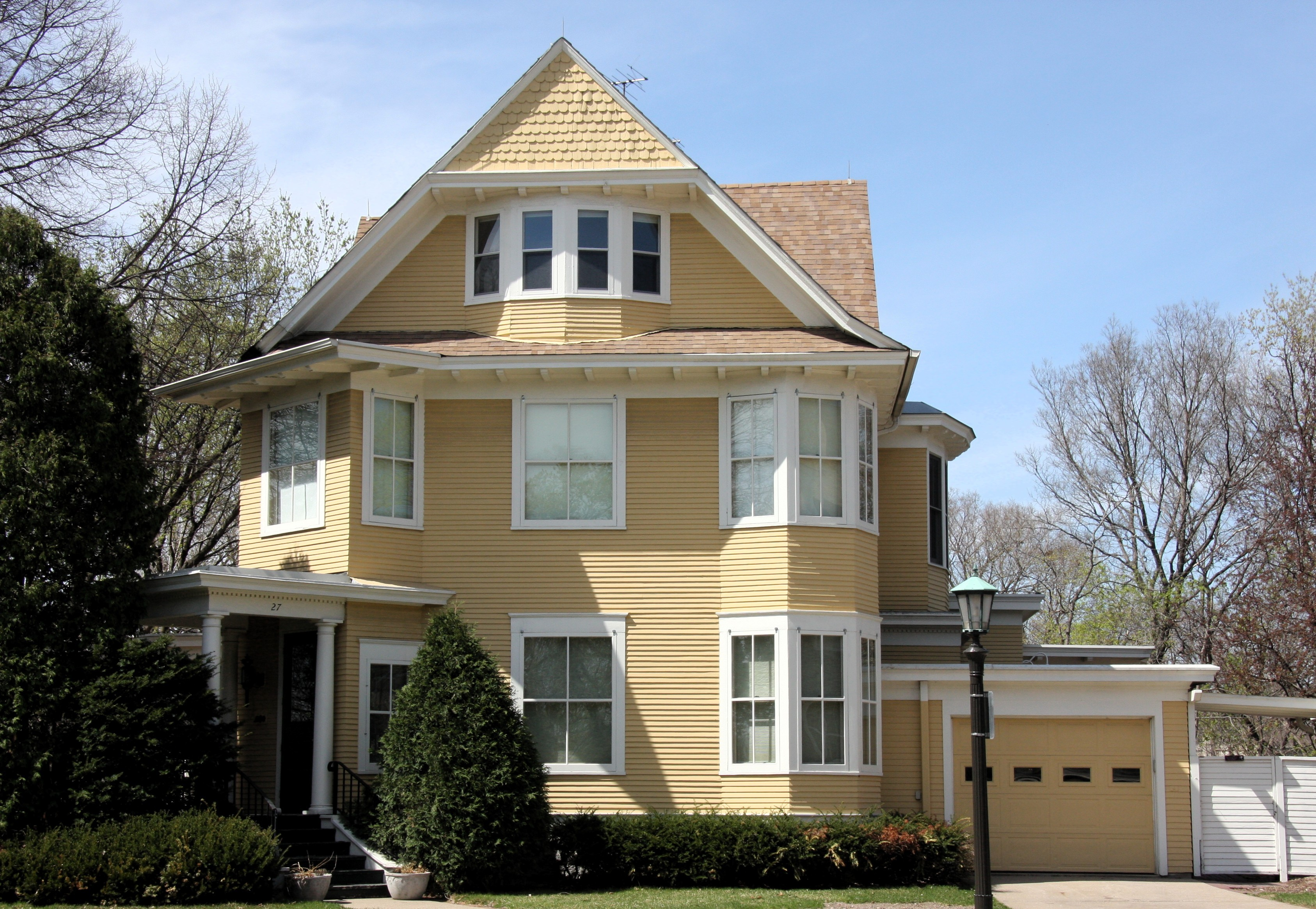
Burnquist hus

Nachdem er in den Jahren 1916 und 1918 jeweils von den Wählern bestätigt wurde, konnte Burnquist bis zum 5. Januar 1921 im Amt bleiben. In seiner Amtszeit wurde das Straßennetz von Minnesota weiter ausgebaut, und die Gesetze bezüglich der Kinderarbeit zu Gunsten der Kinder verbessert. Burnquists Amtszeit war von den Ereignissen des Ersten Weltkrieges geprägt. Hierbei kam es in Minnesota zu innenpolitischen Spannungen, weil die Bevölkerung in der Frage des Kriegseintritts der Vereinigten Staaten gespalten war. Zur Überwindung dieser Spannungen wurde 1917 die Sicherheitskommission geschaffen. Der Gouverneur unterstützte die Kriegsanstrengungen der Bundesregierung unter Präsident Woodrow Wilson. Auch in Minnesota wurden junge Männer gemustert und den Streitkräften zur Verfügung gestellt. Die Produktion wurde auf den Rüstungsbedarf umgestellt und Lebensmittel und Treibstoffe wurden rationiert. Nach dem Ende des Krieges im November 1918 wurden diese Maßnahmen wieder aufgehoben. Nun mussten die heimkehrenden Soldaten wieder in die Gesellschaft eingegliedert und die Invaliden und Hinterbliebenen der Toten versorgt werden. In diesem Zusammenhang wurde in Minnesota ein Gesetz (Soldier Bonus Bill) zu Gunsten der Soldaten erlassen. In Burnquists Amtszeit traten außerdem das bundesweite Prohibitionsgesetz und das Frauenwahlrecht in Kraft.

## Weiterer Lebenslauf
Nach dem Ende seiner Amtszeit arbeitete Burnquist wieder als Rechtsanwalt. Erst im Jahr 1938 kehrte er auf die politische Bühne zurück. In diesem Jahr wurde er Attorney General von Minnesota, ein Amt, das er in den folgenden 16 Jahren bis 1954 ausübte. Außerdem war er unter anderem Mitglied des Begnadigungsausschusses. Joseph Burnquist starb im Januar 1961. Mit seiner Frau Louise Cross hatte er vier Kinder.